# Cattedrale di San Paolo (Mdina)
La cattedrale di San Paolo a Mdina è la cattedrale metropolitana dell'arcidiocesi di Malta.
La chiesa è stata costruita sul luogo dove il governatore Publio avrebbe incontrato san Paolo dopo il naufragio sulle coste dell'isola di Malta della nave che lo trasportava a Roma. L'aggregato monumentale sulla spianata e nelle immediate adiacenze comprende l'Arcivescovado del 1642, il Seminario oggi adibito a Museo, il Tribunale del 1620 e il Palazzo del Governatore di Gozo.

## Storia

### Epoca imperiale

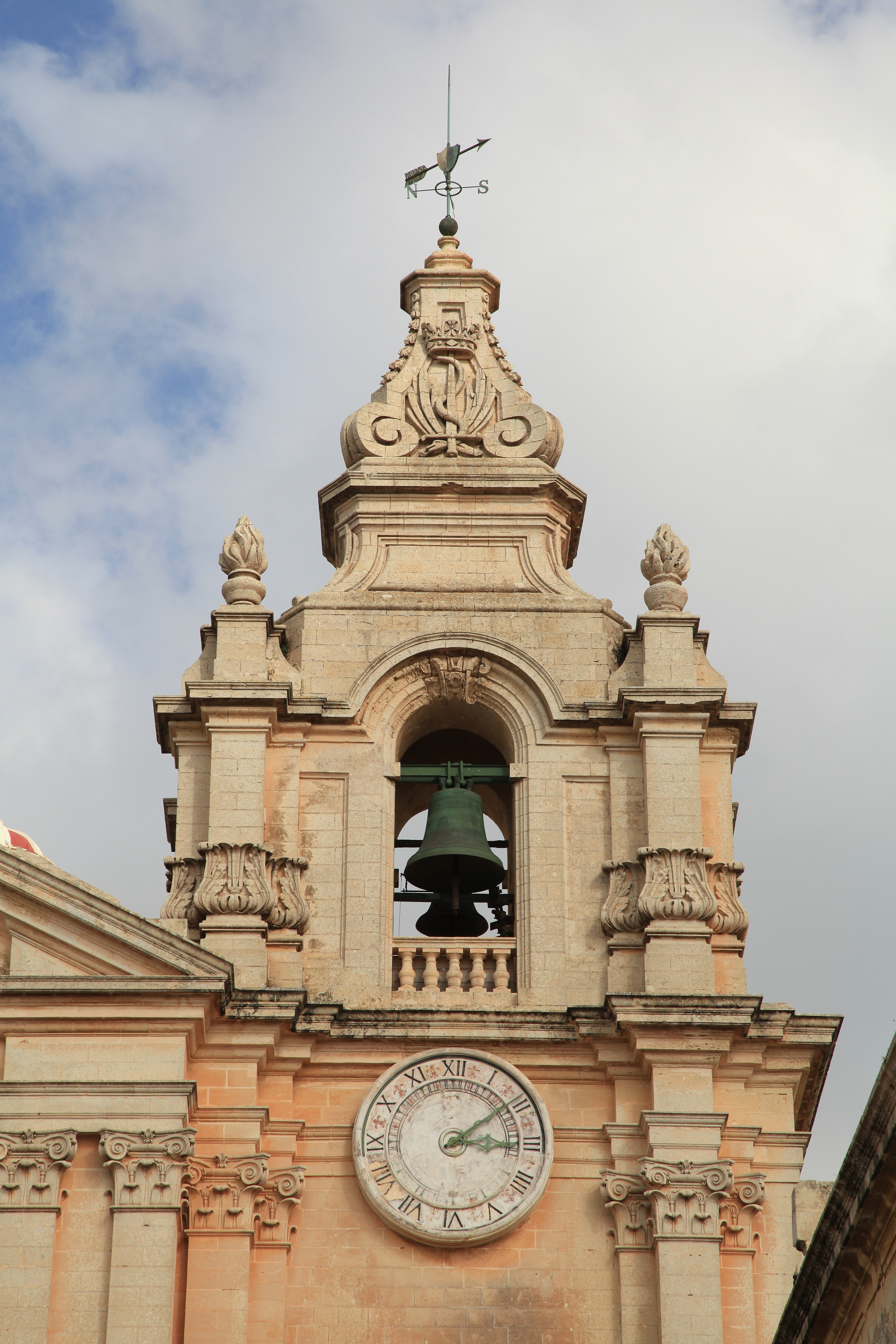
Campanile destro.

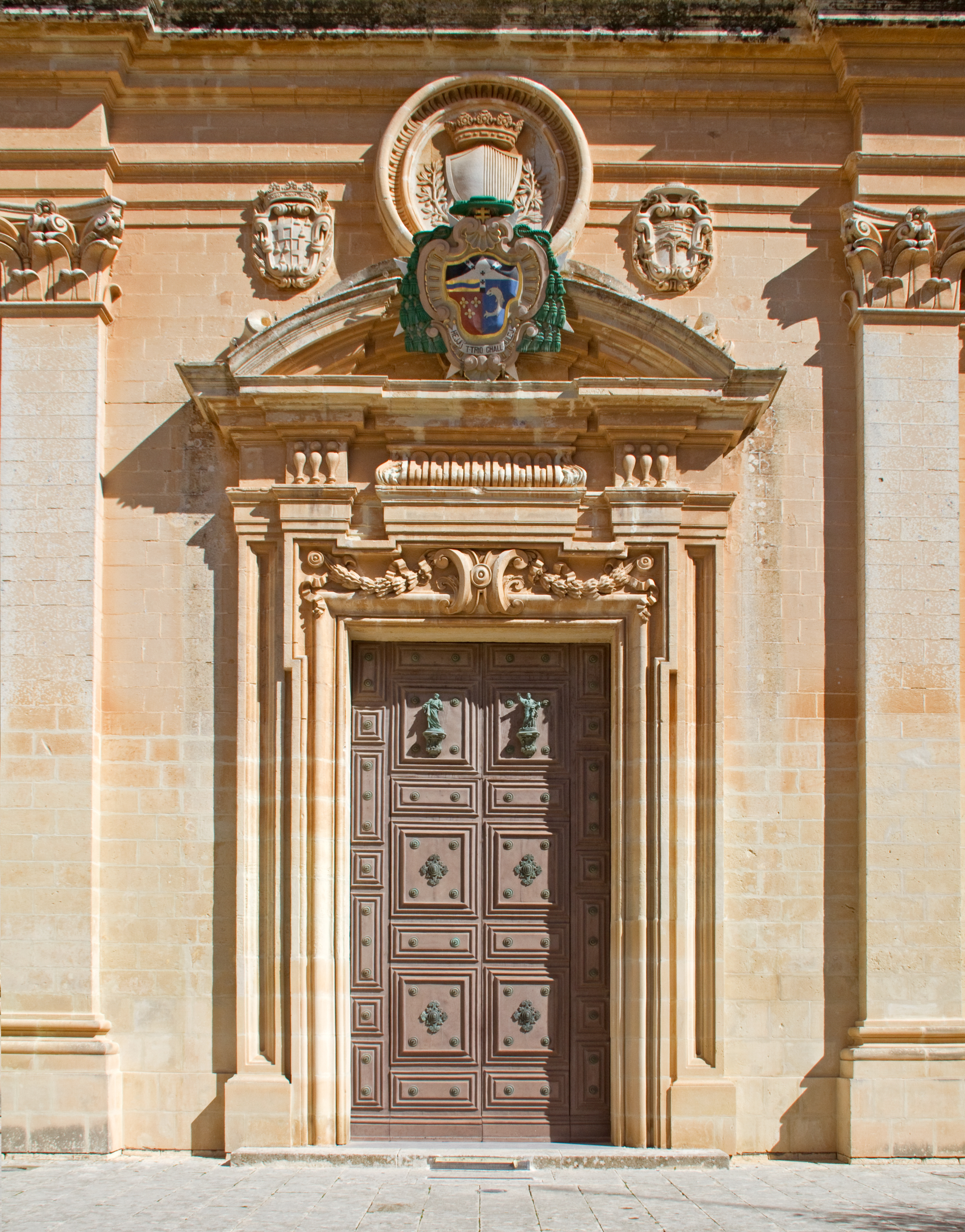
Portale centrale.

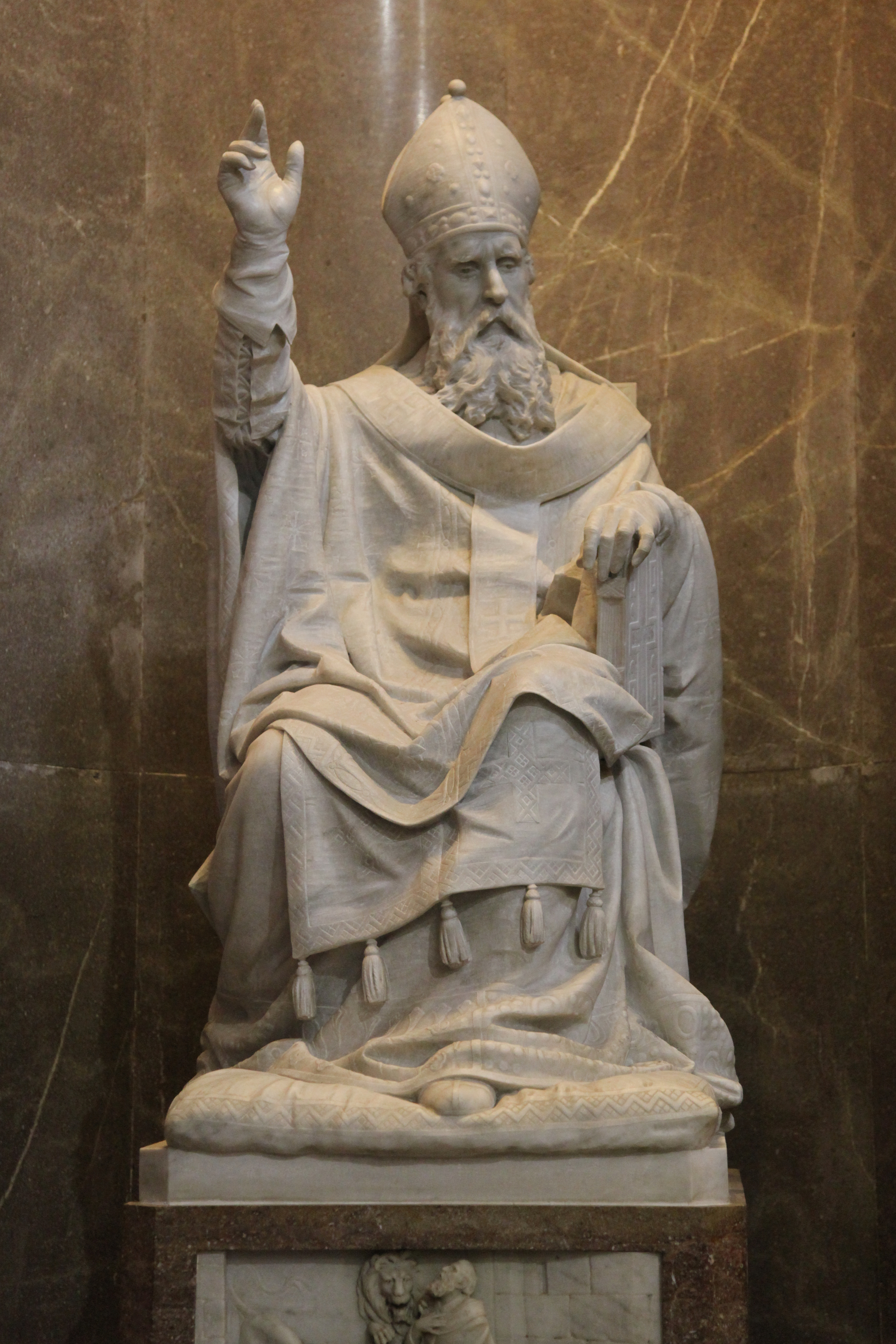
San Publio, scultura marmorea.

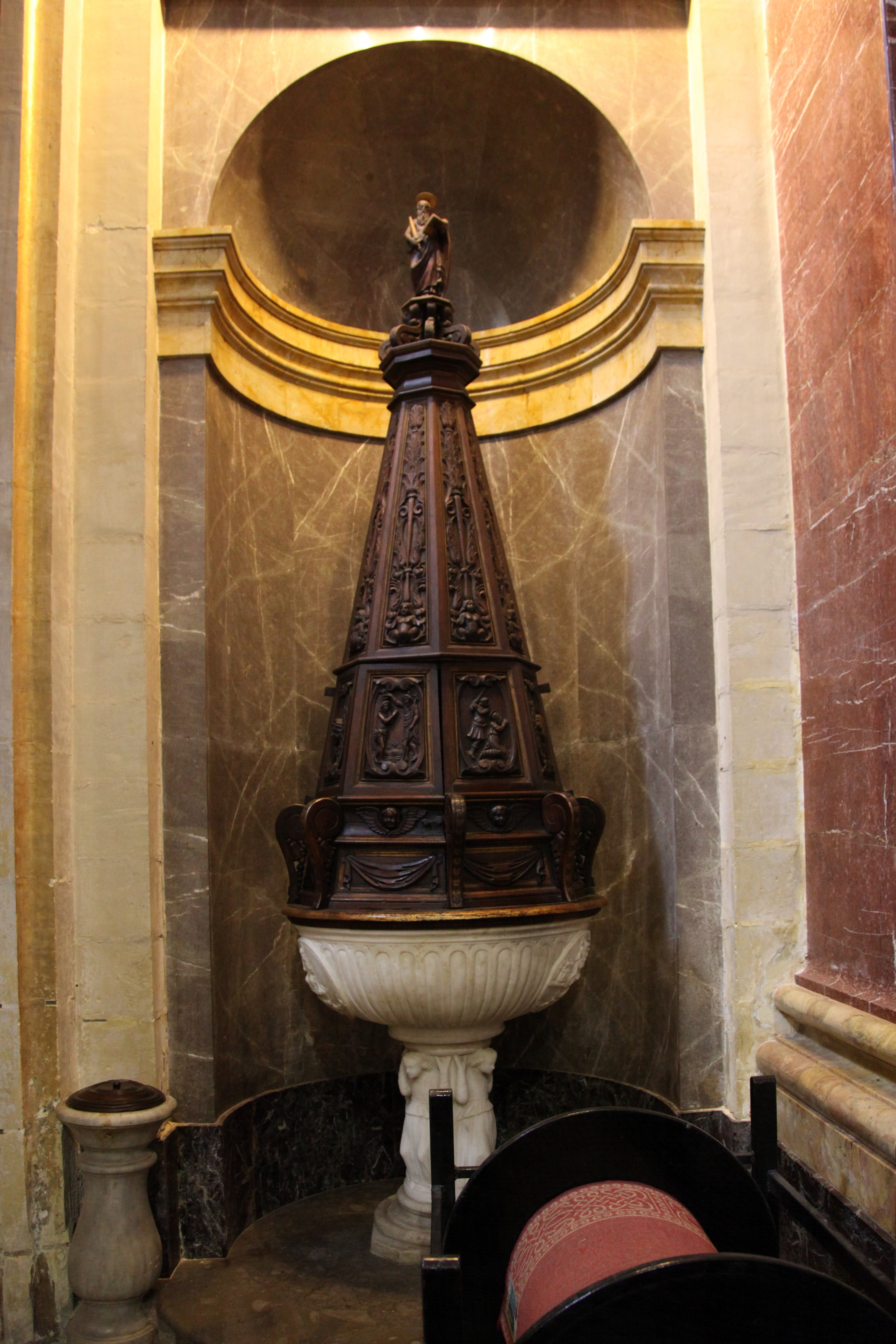
Fonte battesimale.

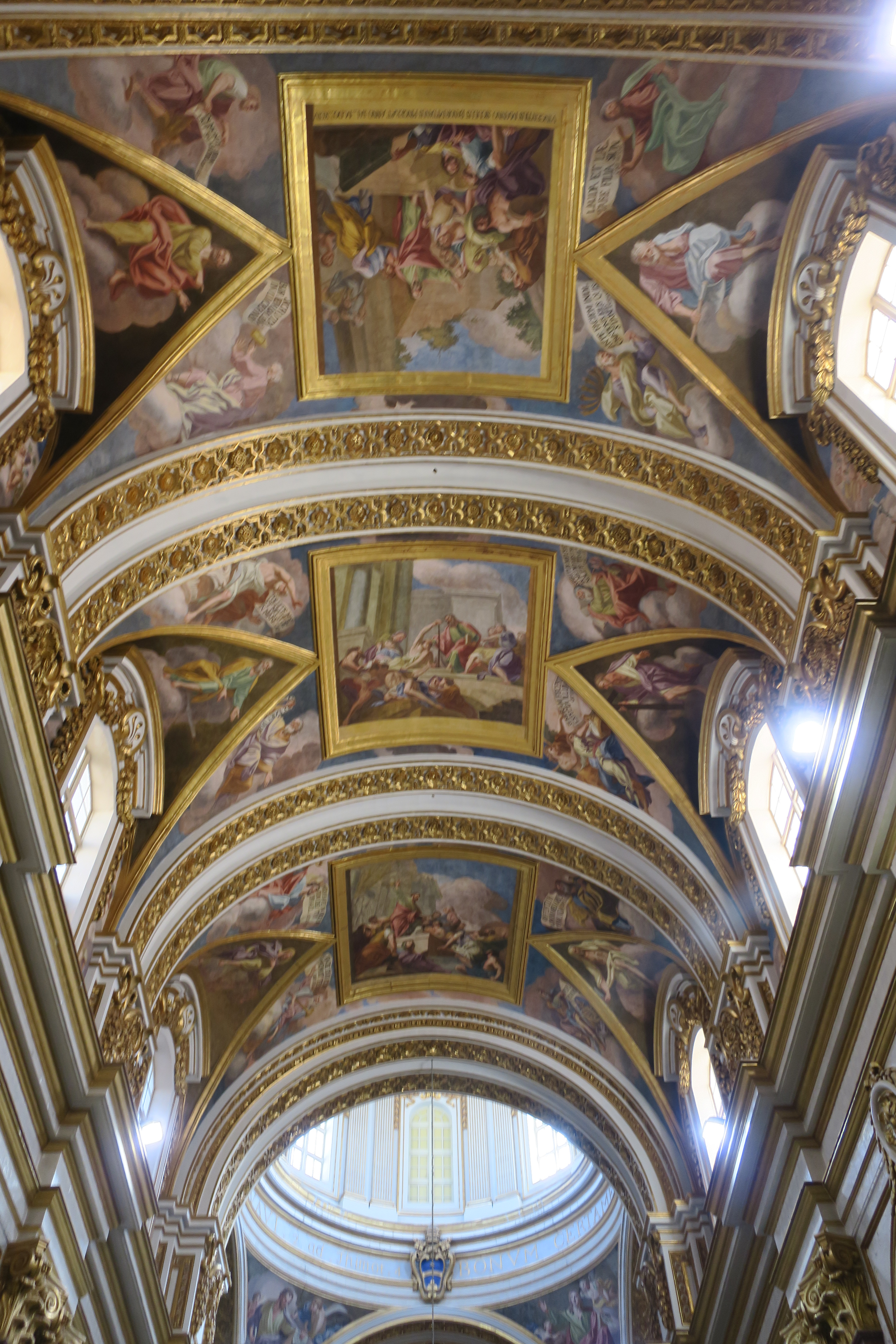
Volta navata centrale.

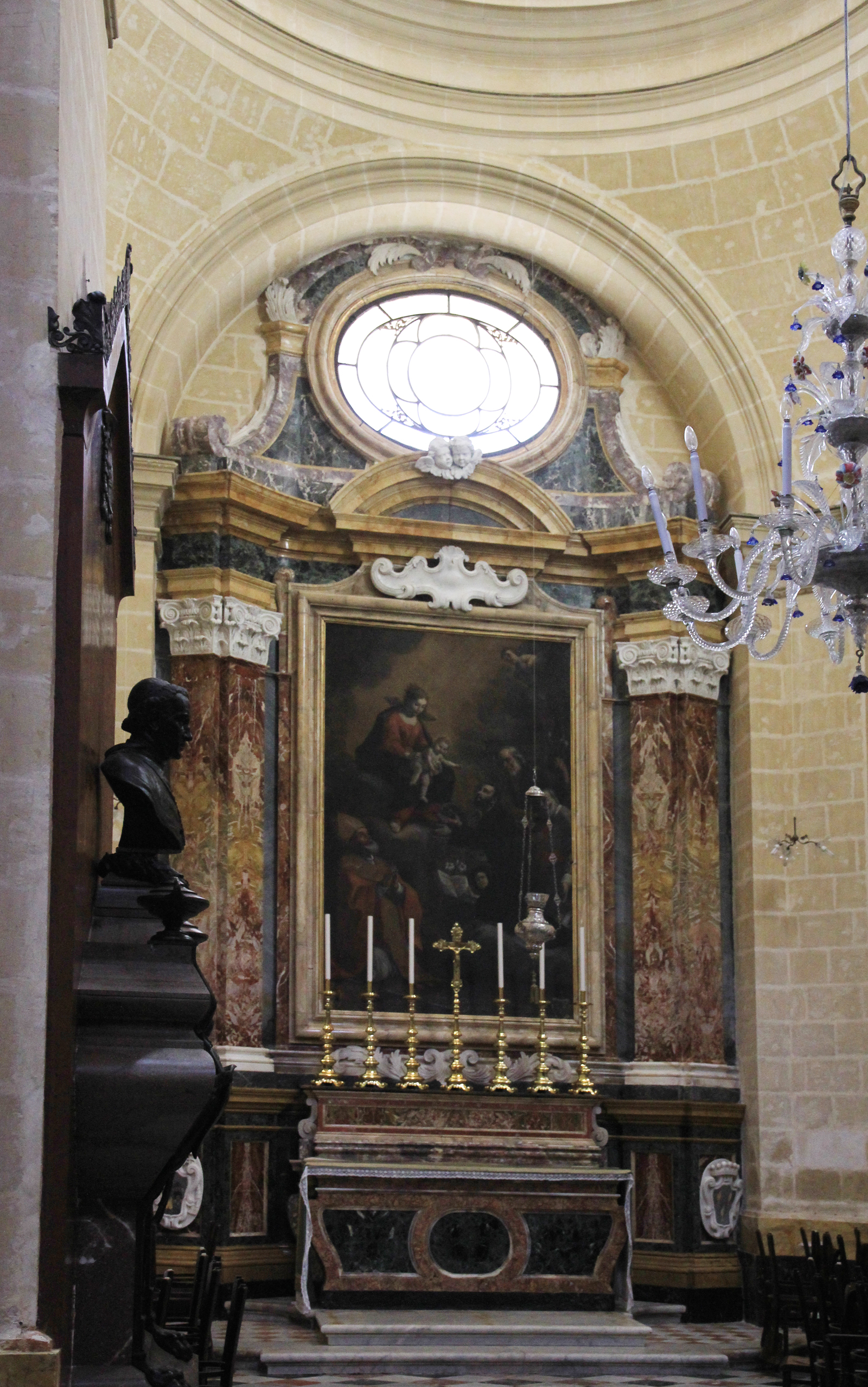
Altare di San Gaetano.

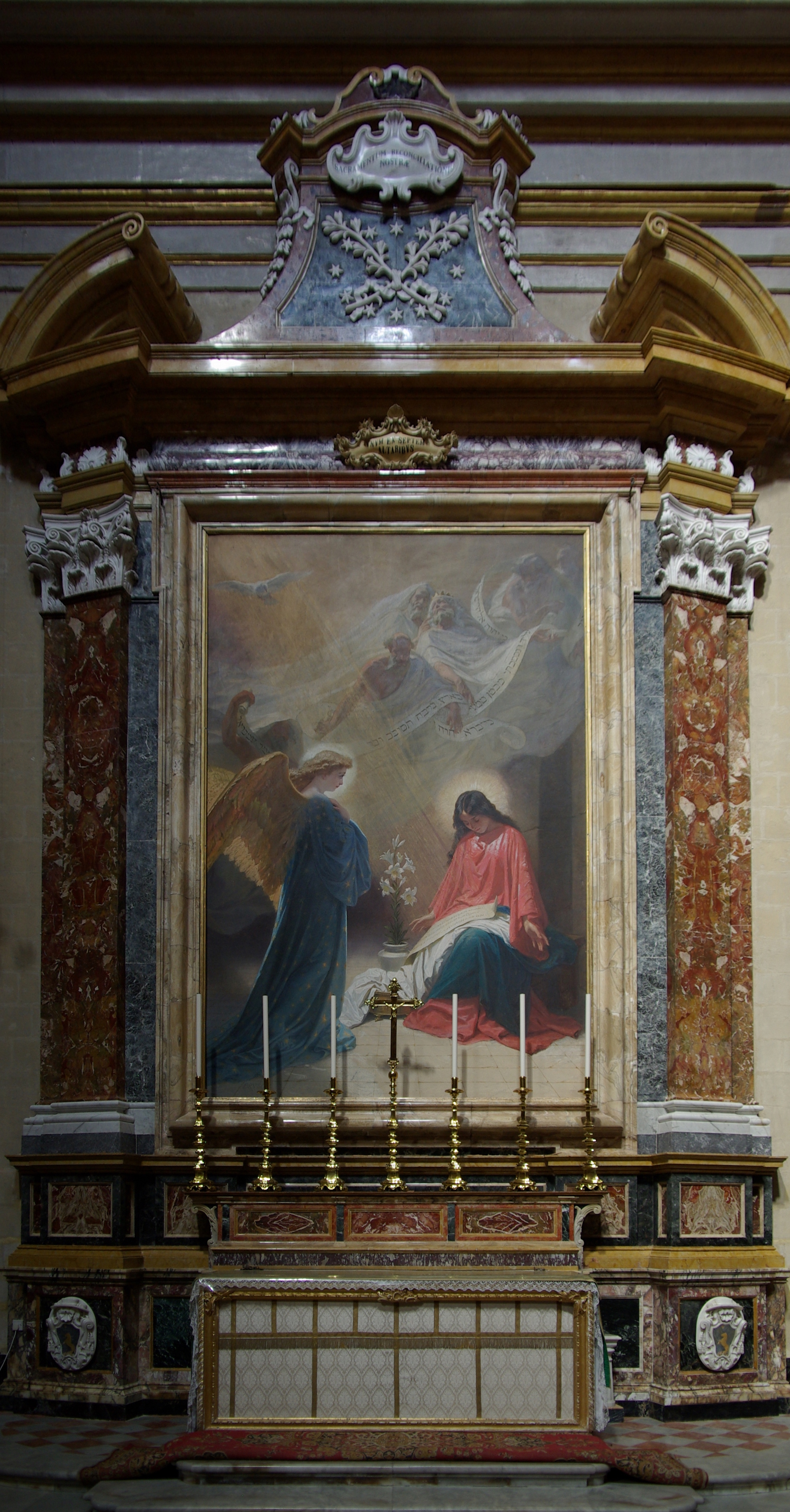
Altare dell'Annunciazione, dipinto di Domenico Bruschi.

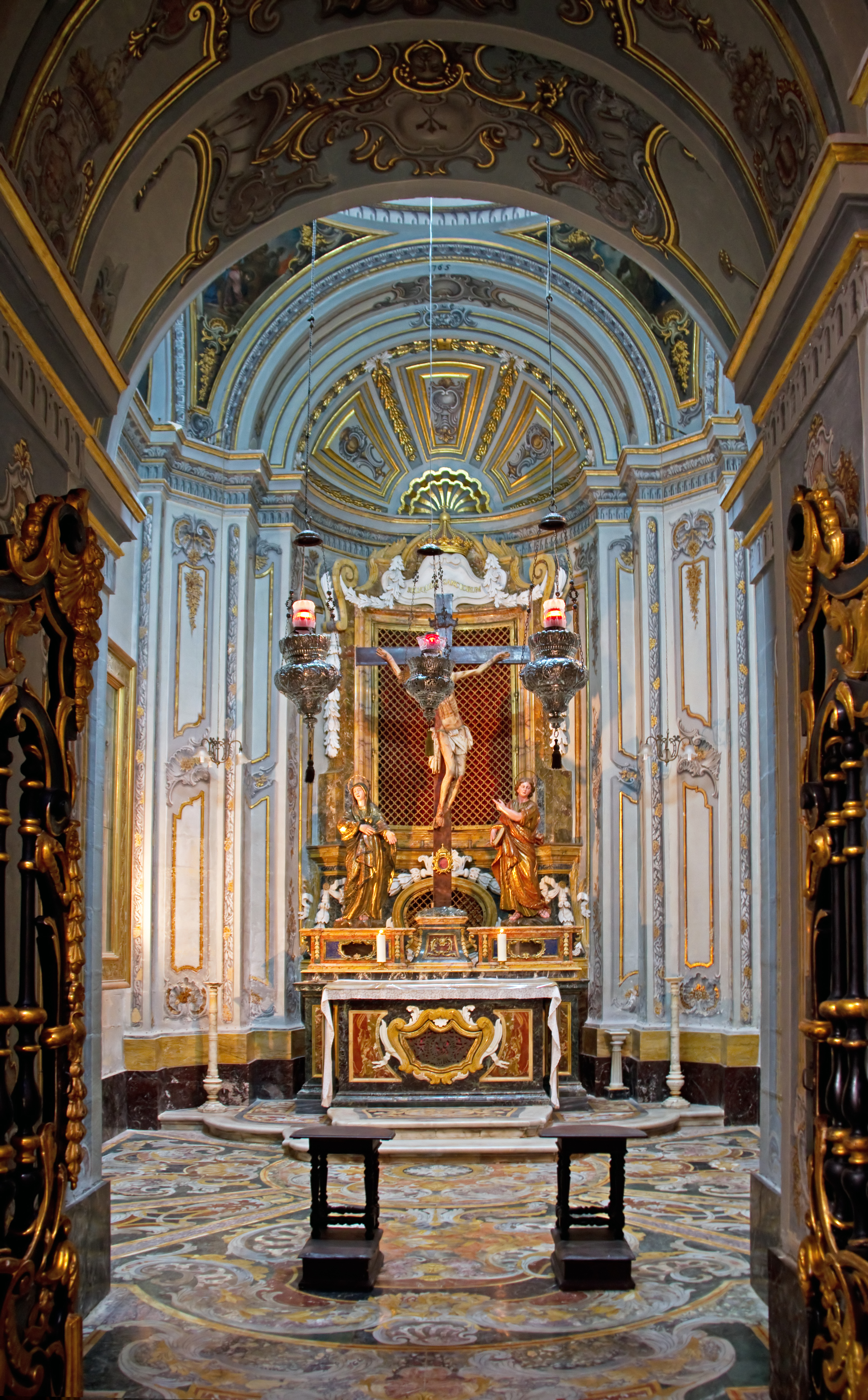
Cappella del Santissimo Crocifisso, scultura lignea di Innocenzo da Petralia.

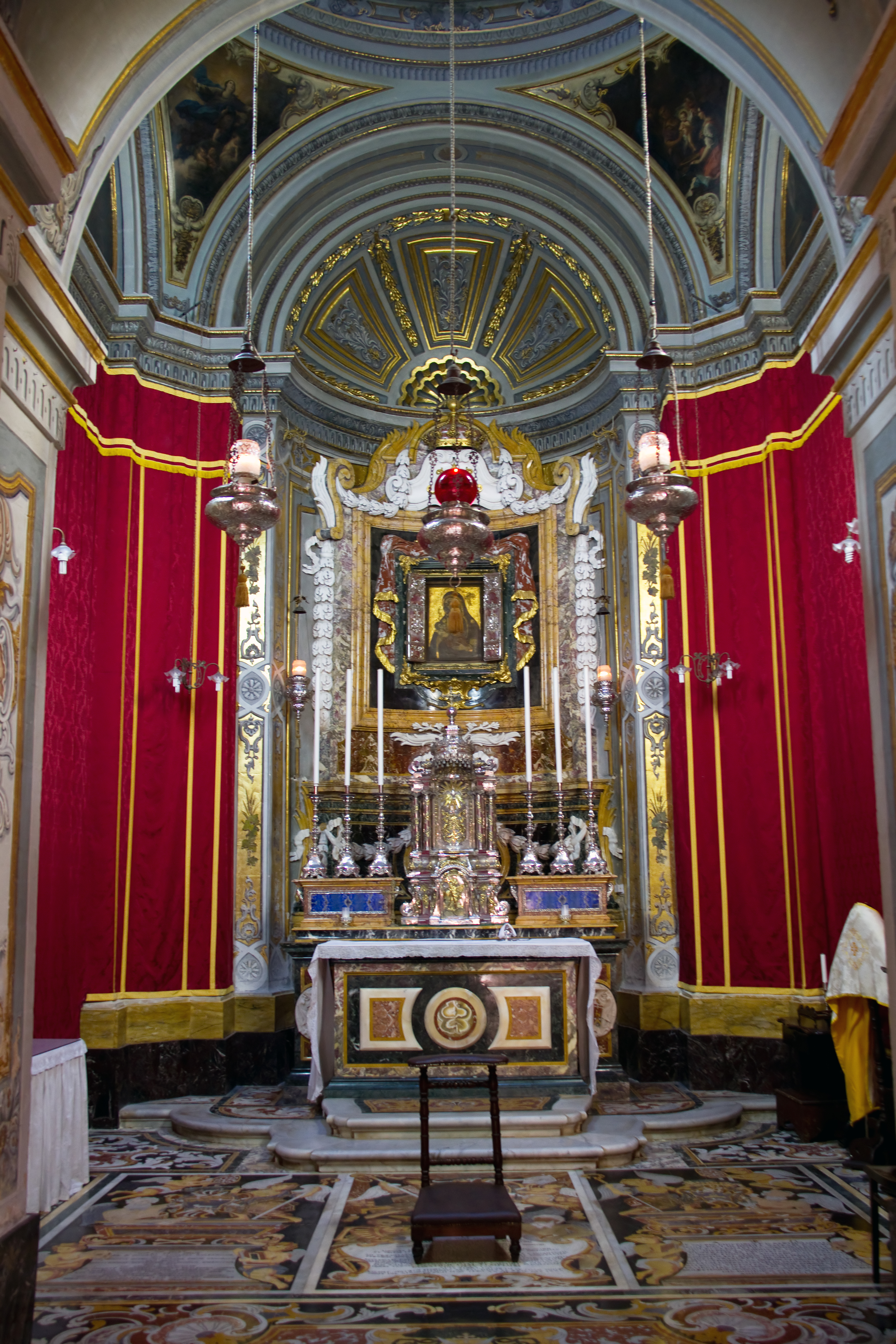
Cappella del Santissimo Sacramento.

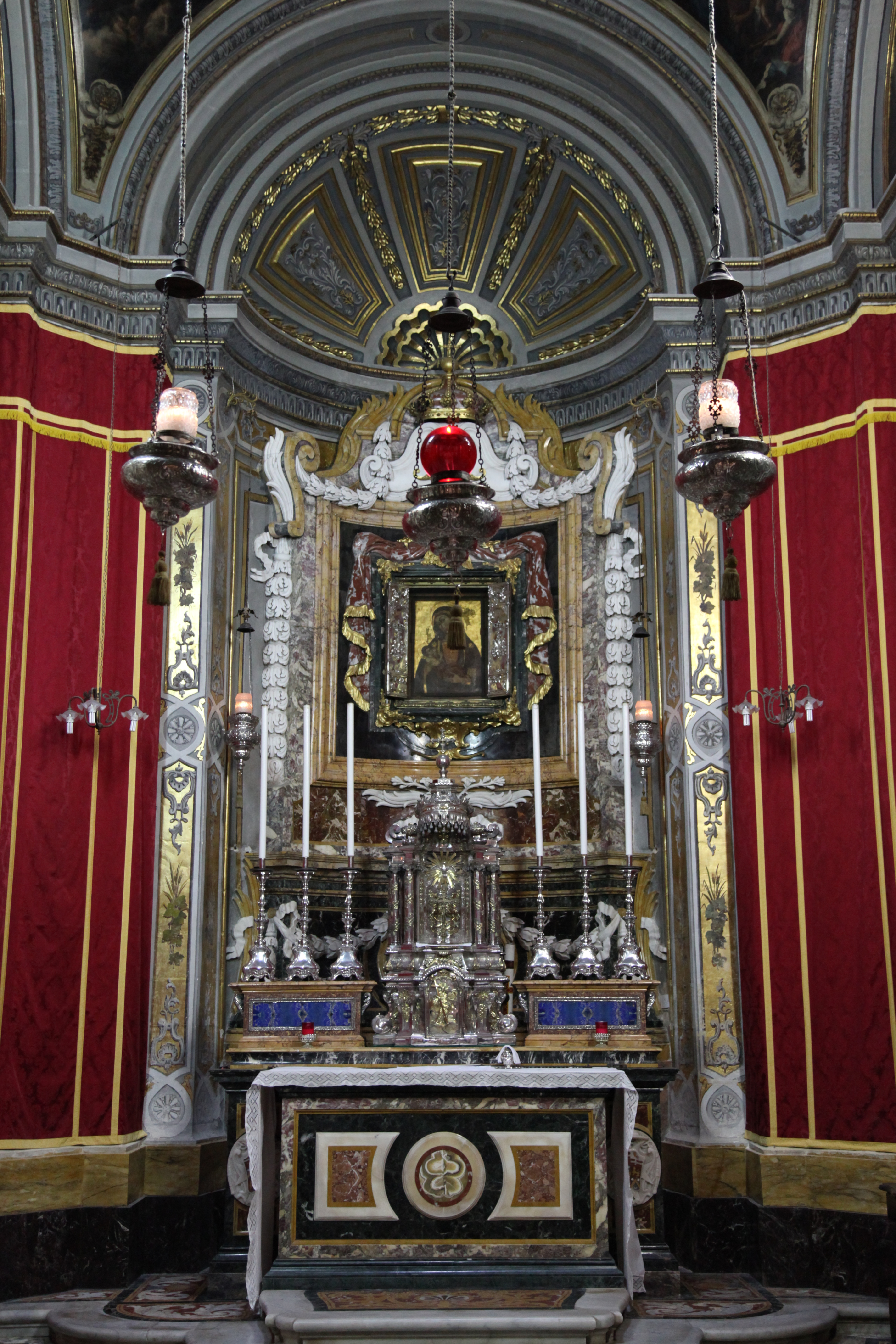
Icona di derivazione bizantina, Cappella del Sacramento.

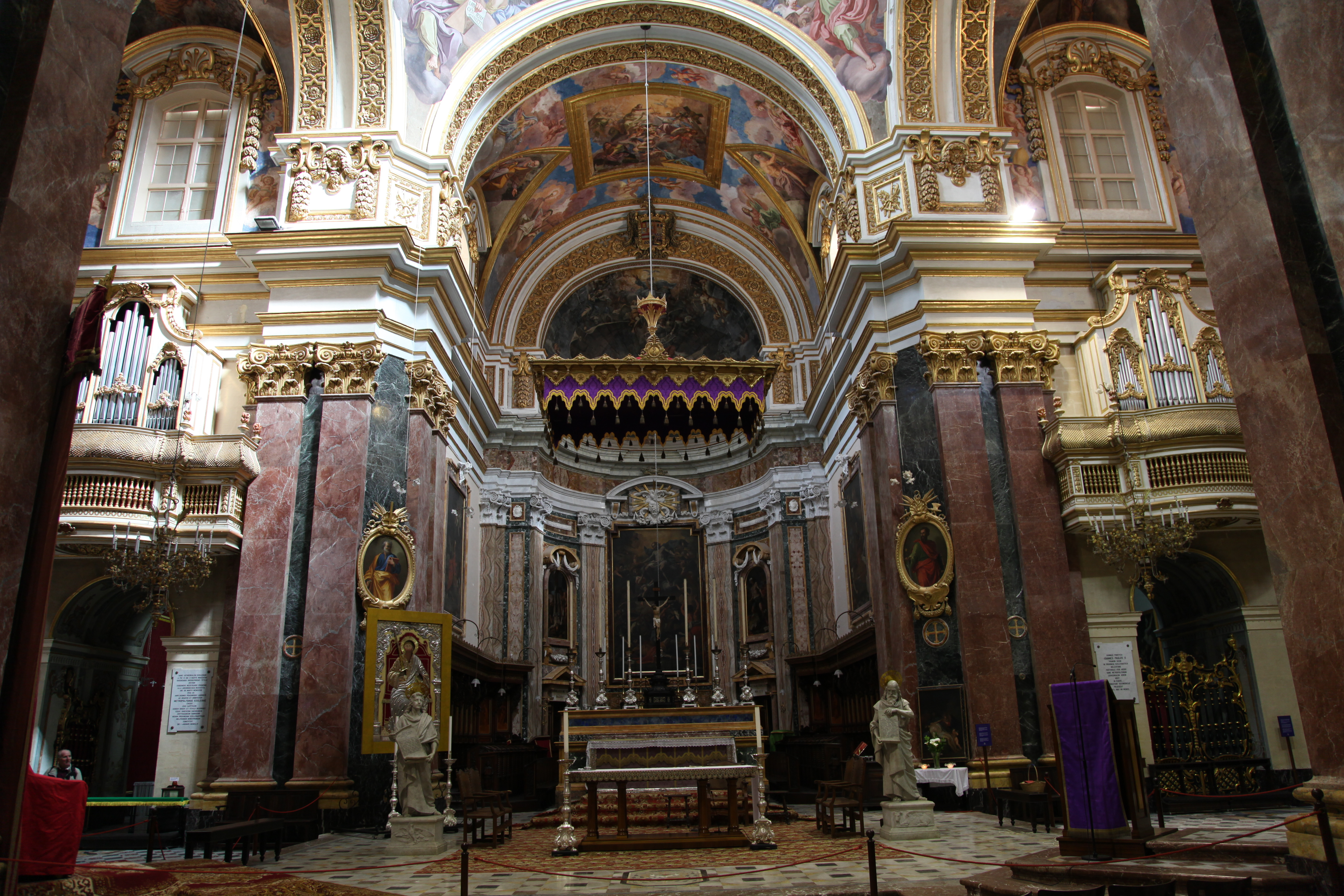
Transetto e presbiterio.

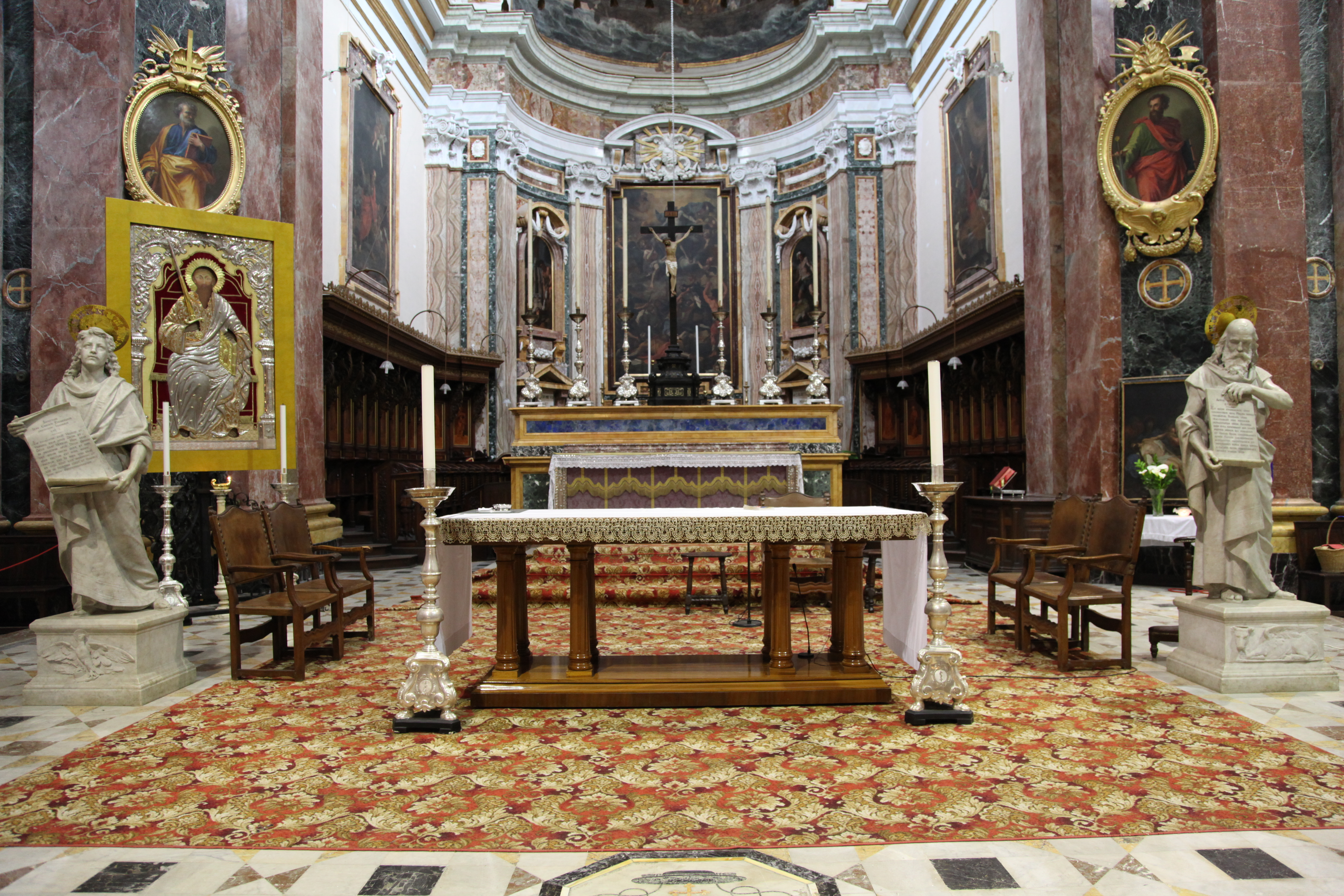
Presbiterio.

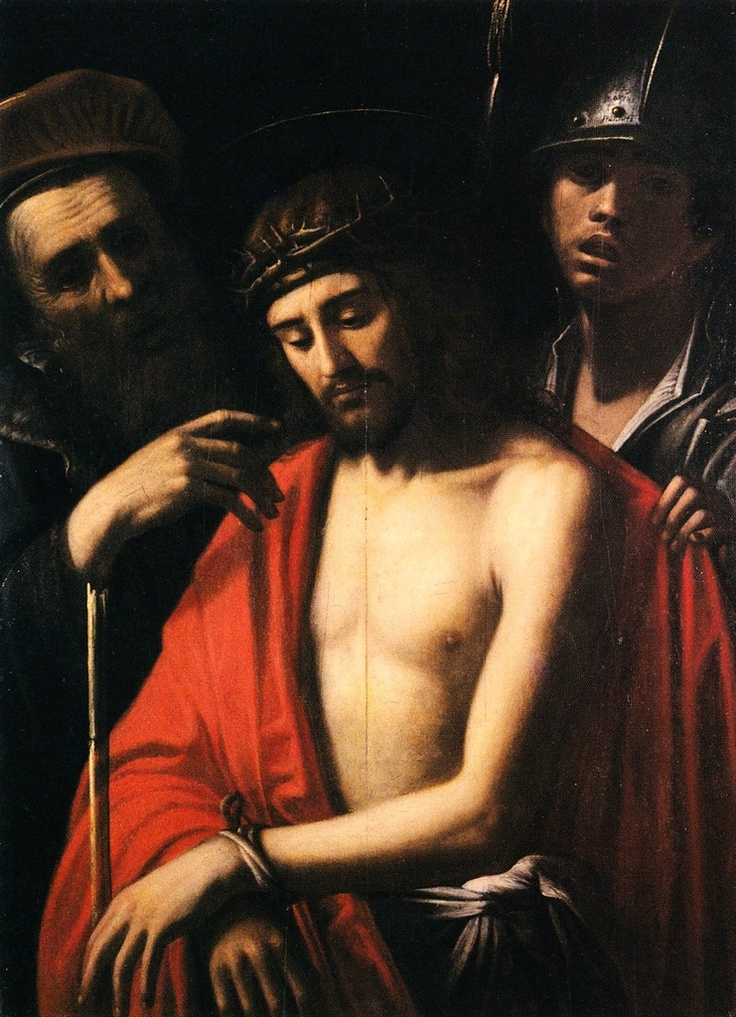
Ecce Homo di Mario Minniti.

Secondo la tradizione, il sito era originariamente occupato dal palazzo appartenente a Publio, governatore romano della Melita, funzionario che ha accolto l'apostolo Paolo naufragato sulle coste dell'arcipelago maltese. Infatti l'apostolo come cittadino romano, dopo aver predicato in Giudea, esser stato imprigionato in Cesarea, fu dal governatore Porcio Festo consegnato al centurione Giulio per essere condotto a Roma e subire il processo di eresia al cospetto dell'imperatore Nerone. La nave che lo trasportava assieme a Luca, Aristarco, Trofimo e ad altri 261 passeggeri, dopo una terribile tempesta al largo dell'isola di Creta, approdò fortunatamente presso la località maltese denominata Isole di San Paolo nell'anno 58 d.C. Sul luogo dello sbarco, una statua ne commemora l'evento.
San Paolo inizialmente trovò rifugio in una grotta, ambiente oggi conosciuto come le Catacombe di San Paolo a Rabat. Allo scampato pericolo e al fortuito scalo, altri eventi inspiegabili segnarono la breve permanenza dell'apostolo, fra essi il morso di una vipera senza ulteriori gravi conseguenze. La narrazione di Luca evangelista negli Atti degli Apostoli, cita Paolo quale guaritore del padre del rappresentante locale, sofferente di febbre e dissenteria, e di molti altri ammalati sull'isola. Gli isolani interpretarono questa sequenza di episodi come un segno ultraterreno di un personaggio carismatico, trascinatore e persuasivo. Questi avvenimenti sono alla base della grande fede che indusse la popolazione alla conversione al cristianesimo, al punto che lo stesso Publio divenne un fervente seguace e primo vescovo di Malta.

### Epoca bizantino - araba
Il primo tempio dedicato alla Beata Vergine Maria, cadde in rovina durante il periodo arabo con il saccheggio sistematico dei luoghi di culto a seguito dell'invasione degli aghlabidi nell'870.

### Epoca normanna
In seguito alla riconquista normanna nel 1091, fu ristabilito il cristianesimo nelle isole maltesi. La primitiva cattedrale violata e semidistrutta fu riedificata in stile gotico-romanico e dedicata a San Paolo.

### Epoca aragonese
Le strutture del tempio subiscono un primo ampliamento nel 1420, le volte sono affrescate da un pittore siciliano con raffigurazioni tratte da episodi del Vecchio e Nuovo Testamento.

### Epoca spagnola
Nel 1679, il vescovo Miguel Jerónimo de Molina y Aragonés e il capitolo della cattedrale decisero di ammodernare il coro e l'abside medievali con altrettanti manufatti in stile barocco, affidando la progettazione e la supervisione della costruzione all'architetto Lorenzo Gafà. Prima del terremoto del 1693 sono documentate: la Cappella della Santissima Trinità, la Cappella San Michele, la Cappella di San Giovanni Battista con un dipinto raffigurante la decollazione del precursore, la Cappella dell'Annunciazione col primitivo dipinto di Mattia Preti, la Cappella di San Michele e la Cappella della Vergine di Monserrat adiacenti sulla parete settentrionale, la Cappella dell'Assunta, la Cappella di San Pietro, la Cappella dell'Angelo Custode e altri ambienti dedicati a santi richiamati nell'attuale esposizione iconografica delle pitture quali San Giuseppe Patriarca, San Filippo Neri, San Gaetano, San Nicola di Bari.
La serie di scosse del terremoto del Val di Noto nel 1693, evento sismico che interessò gran parte della Sicilia orientale e un'ampia area del bacino del mar Mediterraneo, scombinò i programmi. Gravemente danneggiata l'11 aprile 1693, fu concorde la decisione di smantellare la vecchia cattedrale e ricostruirla in stile barocco sempre su progetto di Gafà. Il coro e la sacrestia, scampati alla distruzione, furono inglobati nella nuova costruzione. I lavori iniziarono nel 1696, e l'edificio fu quasi completato nel 1702.
Numerose opere scamparono alla rovina: il dipinto del pittore calabrese Mattia Preti raffigurate la Conversione di San Paolo sulla via di Damasco, un ciclo di cinque tele del medesimo autore, il dipinto toscano Madonna con Bambino e gli affreschi dell'abside che illustrano le sequenze del naufragio di San Paolo e il suo arrivo nell'arcipelago.
La solenne consacrazione presieduta dal vescovo Davide Cocco Palmeri avvenne l'8 ottobre 1702. Il complesso fu terminato il 24 ottobre 1705 con il completamento della cupola. L'intero edificio è considerato un capolavoro di Lorenzo Gafà.
Nel 1720 alcune abitazioni medievali furono demolite per erigere il Palazzo Vescovile, il Seminario (odierno Museo della Cattedrale) e la piazza antistante. Col terremoto del 26 febbraio 1743 si verificò il crollo della lanterna, prontamente ricostruita nel 1747.

### Epoca contemporanea
La supremazia politico-economica di La Valletta su tutte le città maltesi, congiuntamente alla notevole influenza dei gran maestri dell'Ordine dei Cavalieri Ospitalieri presso la curia romana, determinò la condivisione del titolo con la concattedrale di San Giovanni.
L'edificio fu danneggiato dal terremoto del 12 ottobre 1856, la cupola fu distrutta comportando la perdita degli affreschi della calotta, opere dei fratelli Manno.
Oggi, l'aggregato monumentale è una delle principali attrazioni turistiche di Mdina, è dichiarato monumento nazionale ed è elencato nell'inventario nazionale dei beni culturali delle isole maltesi.

## Architettura

### Facciata
Il prospetto si affaccia su Pjazza San Pawl o Misraħ San Pawl, impostato su un sagrato rialzato sul piano stradale e caratterizzato da tre portali. La facciata in conci di pietra locale è tripartita da paraste di stile corinzio e composito. La campata centrale aggettante contiene l'ingresso principale, a sua volta sormontato dagli stemmi con le armi della città di Mdina, del Gran Maestro Ramon Perellos y Roccaful e del vescovo Davide Cocco Palmeri scolpiti da Giuseppe Darmanin. Al centro del portale, sul timpano ad arco è collocato lo stemma colorato dell'arcivescovo Charles Scicluna.
La sovrapposizione prospettica di lesene binate determina un timpano sommitale altrettanto elaborato, il vano centrale del secondo ordine delimitato dalle modanature delle cornici marcapiano inscrive una loggia - finestra. Speculari e simmetrici ad essa, sul corpo delle torri, sono incastonati i quadranti d'orologio, nell'ordine quello relativo il computo dei minuti e giorni della settimana a sinistra, delle ore a destra.
I campanili gemelli ai lati della facciata si distinguono per le elaborate celle campanarie originariamente contenenti sei campane. Le monofore delimitate da plinti con vasi acroteriali fiammeggianti sono sormontate da guglie con volute dallo sviluppo piramidale tipicamente barocco, culminanti con banderuole.
Controfacciata. Fonte battesimale marmoreo del 1495 con cupolino ligneo in stile gotico, manufatto prossimo alla cappella capofila navata sinistra ove è documentato un dipinto raffigurante San Giovanni Battista e il battesimo di Gesù, opera di Antonio Zammit. Scultura raffigurante San Paolo Apostolo prossima alla cappella capofila navata destra. Sono documentate due sculture bronzee raffiguranti San Pietro e San Paolo, opere di Melchiorre Cafà.

## Interno
Impianto a croce latina con una navata centrale coperta da volta, due serie di cappelle laterali intercomunicanti con absidiole adiacenti all'altare maggiore. Sulla crociera del transetto si eleva una leggera cupola ottagonale poggiante su un tamburo con nervature arricchite da eleganti volute e culminante con una lanterna sommitale.
Nel 1794 le volte del soffitto furono decorate con un ciclo di affreschi raffiguranti episodi della vita di San Paolo, pitture eseguite da Antonio Manno con la collaborazione dei fratelli Francesco e Vincenzo. Fu proprio Vincenzo a raggiungere il massimo livello artistico sfruttando la tecnica della riproduzione dei bozzetti su cartone messa a punto dal fratello Antonio. L'opera Gloria dei Santi in Paradiso è documentata anteriormente al terremoto del 12 ottobre 1856, andata distrutta per l'evento sismico che interessò l'isola di Creta e gran parte del bacino del Mediterraneo nord orientale. A cupola ripristinata un nuovo affresco fu realizzato da Giuseppe Gallucci nel 1860, più tardi restaurato da Giuseppe Calì. I dipinti di Gallucci e di Calì sono stati distrutti a causa di lavori di riparazione urgenti effettuati nel 1927, e successivamente sostituiti da un affresco raffigurante la Gloria di San Pietro e San Paolo o Ingresso in Paradiso dei Santi Pietro e Paolo del 1952, opera di Mario Caffaro Rore. Il soffitto è stato restaurato da Samuel Bugeja nel 1956.
Gran parte degli arredi della cattedrale, compreso il cupolino del fonte battesimale del 1495 dono del vescovo Giacomo Vualguera, sono realizzati in legno d'Irlanda in stile tardo gotico – primo rinascimento, la porta principale del 1530 adesso montata presso la sacrestia e alcuni elementi del coro.

### Navata destra
- Prima campata: Cappella di San Luca.[11] Il dipinto sull'altare raffigura la Vergine con il bambino,[13] opera di Mattia Preti e bottega del 1698-1699. Al centro del quadro San Luca affiancato da quattro vescovi, compagni di San Paolo: Aristarco di Tessalonica e Crescente primo vescovo di Vienne sulla sinistra, Paolo primo vescovo di Gallia e Trofimo vescovo di Arles a destra in piedi sopra le rovine di un tempio pagano. Ambiente patrocinato da Diego Galea Feriolo.
- Seconda campata: Cappella di San Gaetano.[11] Il dipinto sull'altare raffigura la Vergine con il bambino,[13] opera di Mattia Preti e bottega del 1698-1699. Al centro del quadro San Gaetano, San Giuseppe, San Filippo Neri e San Nicola di Bari ovvero alcuni santi titolari di altrettante cappelle medievali, preesistenti al terremoto del 1693.
- Terza campata: varco laterale destro.

### Navata sinistra
- Prima campata: Cappella dello Spirito Santo o Cappella della Pentecoste.[11] In questo ambiente, preesistente in epoca medievale, è conservato il quadro omonimo di Francesco Grandi. Un primitivo quadro sullo stesso tema, opera di Gioacchino Loretta, discepolo della bottega di Mattia Preti, è conservato nell'attigua sacrestia.
- Seconda campata: Cappella dell'Angelo Custode.[11] In questo ambiente, preesistente in epoca medievale, è conservato il dipinto raffigurante la Vergine e Angelo Custode di Pietro Gagliardi.
- Terza campata: varco sacrestia.

### Transetto
- Braccio transetto destro, parete meridionale: Cappella di San Publio.[14] Sulla mensa il dipinto raffigurante il Martirio di San Publio,[15][11] opera di Mattia Preti ed esponenti di bottega del 1695. Statua di San Publio[non chiaro] opera dello scultore siciliano Giuseppe Valenti. Ambiente patrocinato con lascito testamentario, ultime volontà del vescovo fra' Gaspar Gori Mancini. È documentato un dipinto raffigurante il Battesimo di San Publio opera di Mattia Preti.[13][16]
- Braccio transetto sinistro, parete settentrionale: Cappella dell'Annunciazione.[17] Sull'altare è custodito il dipinto raffigurante l'Annunciazione, opera di Domenico Bruschi del 1886. Il primitivo quadro di Mattia Preti ed esponenti di bottega del 1698 fu spostato nel museo nel 1968,[18] adiacente l'Apparizione di San Paolo del medesimo autore. Ambiente patrocinato da fra' Giovanni Batista Balzan in seguito coadiuvato dall'arcivescovo Paul Alpheran de Bussan nel 1758.

### Absidiole
Entrambi gli ambienti sono protetti da cancellate dorate opere di Francesco Zahra, i varchi d'accesso sono sormontati da monumentali cantorie.
- Absidiola destra: Cappella del Santissimo Crocifisso o Cappella delle Reliquie.[19] Sull'altare campeggia la scultura lignea raffigurante il Crocifisso di fra' Innocenzo di Petralia Sottana,[12] opera anteriore al 1648. La venerata immagine fu donata dal vescovo Miguel Juan Balaguer Camarasa il 4 maggio 1648,[12] pertanto la realizzazione è anteriore. Proveniente dalla chiesa di Sant'Agata, luogo di culto ai confini con Rabat, fu traslata in cattedrale con una pomposa e suggestiva processione. L'opera presenta proporzioni più ridotte rispetto al Crocifisso dello stesso autore custodito nella chiesa di Santa Maria di Gesù del convento dell'Ordine dei frati minori osservanti di La Valletta. Fanno ala alla venerata icona le statue lignee raffiguranti la Vergine Addolorata e San Giovanni Evangelista. Nell'ambiente è documentato un dipinto di scuola senese raffigurante San Paolo, manufatto ricoperto da lamina d'argento.[12]
- Absidiola sinistra: Cappella del Santissimo Sacramento o Cappella della Vergine.[20] L'altare custodisce una delle opere più preziose della cattedrale, una icona di derivazione bizantina raffigurante la Beata Vergine. Dipinto incastonato in una cornice argentea a sua volta inserita in uno splendido baldacchino marmoreo.[12] Ambiente patrocinato dall'arcivescovo Paul Alpheran de Bussan nel 1755.

### Altare maggiore
Sulla sopraelevazione dell'altare maggiore troneggia la Conversione di San Paolo sulla strada di Damasco, opera di Mattia Preti. Sostituisce il polittico originale noto come Retablo di San Paolo, attribuito alla bottega di Luis Borassa, databile ai primi decenni del XV secolo, capolavoro oggi custodito nella Pinacoteca del Museo della Cattedrale. Nel catino absidale dello stesso Preti gli affreschi raffiguranti il Naufragio di San Paolo sulle coste maltesi - commissionato dal canonico Antonio Testaferrata, realizzati anteriormente al sisma e scampati alla rovina. Sono altresì documentati gli affreschi raffiguranti San Pietro Crocifisso, San Paolo Decollato, e San Paolo sprona i maltesi nell'attacco contro i turchi.
Nel presbiterio sono presenti due statue marmoree con cartigli raffiguranti San Giovanni a sinistra contraddistinto dall'aquila scolpita sullo scannello e San Luca a destra con la sagoma del toro alato accovacciato, opere dello scultore siciliano Giuseppe Valenti, i grandi quadroni collocati al di sopra degli scranni del coro raffigurano rispettivamente San Paolo scuote la vipera e San Paolo impone le mani sull'infermo padre di San Publio, sui pilastri sono inseriti medaglioni a mosaico.
Parte del marmo presente nell'ambiente proviene dalle rovine romane di Cartagine e Melita.

## Pavimento
Una delle principali caratteristiche dell'aula è il pavimento formato dalla tassellatura policroma costituita da numerose pietre tombali intarsiate o lastre di marmo commemorative, simili a quelle della concattedrale di San Giovanni a La Valletta e della cattedrale dell'Assunzione della Vergine Maria a Gozo. Le lapidi contrassegnano le sepolture di numerosi vescovi, canonici, laici e rappresentanti delle famiglie nobili inumati a vario titolo nella cattedrale.
Originariamente la copertura in marmo intarsiato comprendeva il pavimento della Cappella del Santissimo Crocifisso o Cappella delle reliquie, progettata dall'artista maltese Francesco Zahra nel 1765 e posta in opera da Claudio Durante, quest'ultimo autore di gran parte di tutte le decorazioni marmoree delle cappelle laterali. Il rivestimento si estese alla Cappella del Santissimo Sacramento e al transetto, con particolare riguardo in quest'area, alle sepolture dei vescovi locali.
Dal XIX secolo in poi, anche la navata principale e le cappelle laterali furono ricoperte con le tombe dei membri del Capitolo della Cattedrale e delle famiglie patrocinanti. Contrariamente ai manufatti della concattedrale di San Giovanni, realizzati da maestranze straniere, la maggior parte di quelli presenti in questo tempio è opera di artigiani e artisti locali.

## Cripte
In corrispondenza delle cappelle prossime l'ingresso sono le aperture d'accesso agli ambienti ipogei destinati alle sepolture. In corrispondenza del presbiterio l'area destinata alle sepolture dei canonici.

## Artisti
Di Vincenzo Francesco Zahra, figlio di Pietro Paolo, sono le decorazioni della Sala del Capitolo, della Cappella del Santissimo Sacramento e della Cappella delle Sacre Reliquie, realizzate nella seconda metà del XVIII secolo. Tra gli scultori si annoverano Giuseppe Valenti, Claudio Durante, Alessandro Algardi e Vincent Apap.
I numerosi dipinti e affreschi sono realizzati da Francesco Guardi, Domenico Bruschi, Pietro Gagliardi, Bartolomeo Garagona, Luigi Moglia, Alessio e Stefano Erardi. Il ciclo di opere di Mattia Preti comprende la folta bottega di allievi costituita da Giuseppe D'Arena detto il Romano, Giovanni Battista Caloriti detto il Maltese o il Nero e Antonio Caloriti, Raimondo De Dominici e Francesco De Dominici, Bernardo De Dominici figlio di Raimondo nonché biografo e commentatore, la suora carmelitana Maria De Dominici, Giuseppe Cianferli, Demetrio Farrugia, Antonio Madiona, Vincenzo Riccardo, Pedro Núñez de Villavicencio, Gioacchino Loretta. E ancora Gian Paolo Chiesa e Gian Nicola Buhagiar.

## Oreficeria
Spogliata da tutte le opere di oreficeria e di argenteria liturgica durante l'occupazione francese del 1798 - 1800, tuttavia alcuni alti prelati riuscirono a recuperare parte dei tesori confiscati, tra essi l'insieme di quindici statue d'argento originariamente appartenenti al tesoro della chiesa conventuale di San Giovanni, recuperati grazie alla mediazione del vescovo Gaetano Labini e del Capitolo della Cattedrale dietro il pagamento di una grossa somma in denaro. Realizzate dall'artista Antonio Arrighi, esponente del barocco romano, furono prodotte tra il 1741 e il 1743.
E ancora una importantissima croce astile in argento dorato, secondo tradizione identificata come la Croce di Goffredo di Buglione innalzata nel 1099 dopo l'ingresso a Gerusalemme, il paliotto in argento progettato dall'artista Giuseppe Hyzler ed eseguito dai cesellatori Roberto Cannataci e Saverio Cannataci.

## Sacrestia
Ambiente costruito dal vescovo Baldassarre Caglieres nel 1623, reca nel varco d'ingresso la primitiva porta della cattedrale risalente al 1530. All'interno sono custoditi alcuni dipinti donati dal canonico Antonino Testaferrata.
- 1702, Discesa dello Spirito Santo o Pentecoste, dipinto di Gioacchino Loretta discepolo di Mattia Preti.
- 1627, Deposizione, dipinto su tela, opera di Bartolomeo Garagona.
- 1702, Angelo Custode, dipinto su tela, bottega di Mattia Preti.[18]
- XVIII secolo, Arrivo di Ruggero I, dipinto su tela, opera di Francesco Zahra.[28][4]
- XVII secolo, Apparizione di San Paolo, dipinto su tela, opera documentata di Mattia Preti.
- ?, Dormitio Virginis, tempera su tavola, opera documentata.[27]
- XVII secolo, Ecce Homo, dipinto, opera di Mattia Preti documentata sull'altare della cappella.[27]

## Palazzo Vescovile
Edificio innalzato durante l'ultima ricostruzione della cattedrale e perfezionato da monsignor Alpheran.

## Museo - ex Seminario
Il museo della cattedrale fu fondato nel 1897 in alcune sale adiacenti al tempio, nel 1969 fu trasferito nell'ex seminario arcivescovile di Pjazza tal-Arċisqof o Misraħ l-Arċisqof, di fronte all'ingresso laterale della cattedrale. Il seminario fu istituito dal vescovo Davide Cocco Palmeri, costruito in stile barocco tra il 1733 e il 1742 dall'architetto Giovanni Barbara, dopo la sua morte, alla direzione dei lavori subentrò Andrea Belli.
Le collezioni custodite comprendono opere d'arte consistenti in raccolte di monete, argenti liturgici, paramenti religiosi ed alcune xilografie di Albrecht Dürer.
- XV secolo, Retablo di San Paolo, polittico raffigurante San Paolo in trono e 12 scene, opera attribuita alla bottega di Luis Borassa. Le scene descrivono la Conversione sulla via di Damasco, Battesimo, Disputa con Porcio Festo, Viaggio via mare verso Roma e Naufragio sulle coste maltesi, Il miracolo della vipera, Guarigione del padre di Publio, Evangelizzazione di Eutichio di Troade, Evangelizzazione di Patroclo a Roma, Decapitazione, Venerazione presso la tomba, Vergine con Bambino nella lunetta superiore, Tre Santi ovvero Sant'Agata, San Pietro e Santa Caterina d'Alessandria nella predella centrale.[31] Opera originariamente custodita sull'altare maggiore.
- 1698, Annunciazione,[18] dipinto su tela, opera di Mattia Preti.
- 1510, Cristo Redentore tra Apostoli, predella, opera di Salvo d'Antonio.
- ?, Monsignor Alpheran, ritratto, opera documentata di Francesco Zahra.[30]
- ?, Gran Maestro Manoel, ritratto, opera documentata.[30]
- ?, Monsignor Cocco Palmieri, ritratto, opera documentata.[30]
- Cappella della Beata Vergine Maria Annunziata, ambiente con opere di Antoine de Favray.[30]
  - Beata Vergine Maria Annunziata.
  - San Francesco di Paola.
  - San Pietro.
  - San Paolo.
  - San Carlo Borromeo.
  - San Giovanni Crisostomo.
- ?, Beata Vergine col Bambino dormiente, dipinto, copia dall'originale di Guido Reni, opera di Stefano Erardi.[30]
- XV - XVI secolo, San Paolo, dipinto, opera di Pietro Ruzzolone.

## Galleria d'immagini

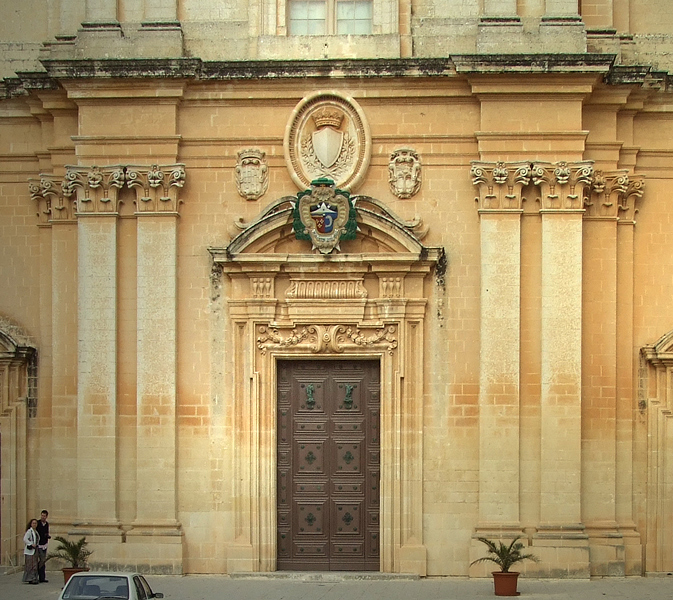
Portale dell'ingresso principale
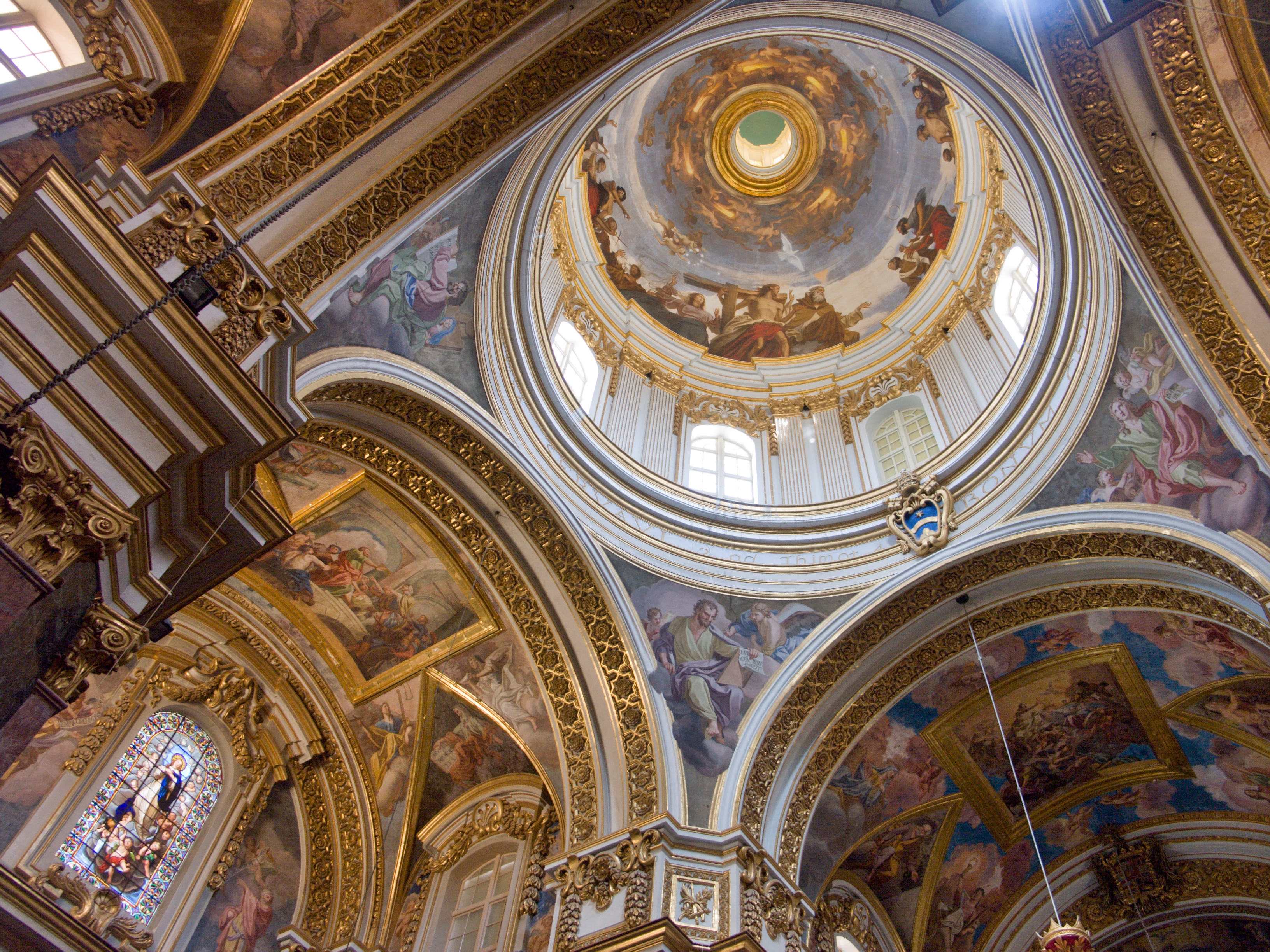
Tamburo, lanterna e cupola dall'interno
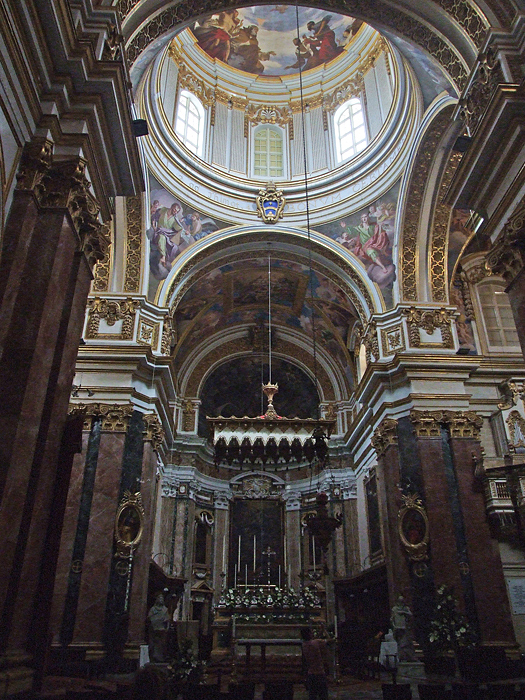
Altar maggiore
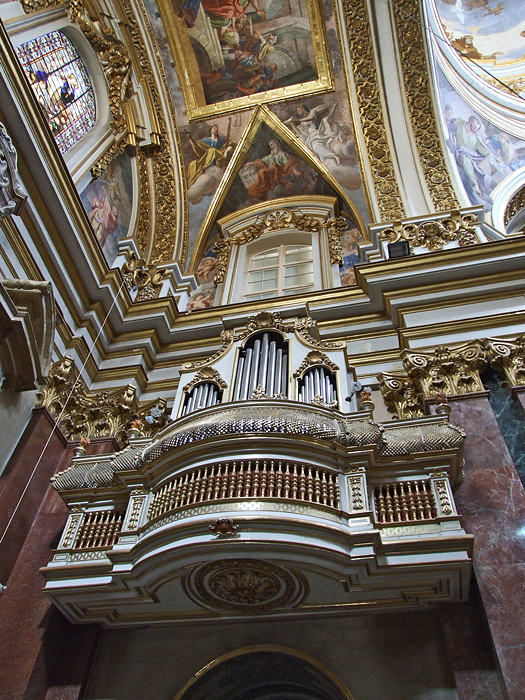
Organo

## Feste religiose
Elenco documentato.